# 貝爾尊蒂鄉
46°24′N 26°38′E / 46.400°N 26.633°E
貝爾尊蒂鄉（羅馬尼亞語：Comuna Berzunți, Bacău），是羅馬尼亞的鄉份，位於該國東北部，由巴克烏縣負責管轄，面積57平方公里，海拔高度355米，2007年人口5,380，人口密度每平方公里95人。